# نادي الدحيل لكرة اليد

## نبذة عن النادي
بدأت فكرة تشكيل نادي لخويا لليد في بدايات شهر أبريل لعام 2012 حيث أبدى اتحاد اليد رغبته بزيادة عدد الفرق المشاركة في البطولة لإثراء البطولات ومنها جاءت الدعوة لنادي لخويا الرياضي بالمشاركة وتم رفع الموضوع إلى سعادة رئيس النادي الذي رحب جدا بالدعوة ووجهه بتشكيل فريق بداء التشكيل بالطاقم الإداري والذي يتمتع كافة عناصره بالخبرة في مجال الرياضة وكرة اليد على وجه الخصوص، وبعدها جرى اختيار الطاقم الإداري وتم اختيار المدرب القدير إبراهيم الجباس كأول مدرب رسمي لفريق اليد لنادي لخويا وتم تشكيل فريق عمل من الإداريين والمدرب والفنيين لاختيار احتياج الفريق من اللاعبين المحليين والمحترفين فتم الاختيار والتعاقد مع عدد من اللاعبين المحليين الذين مازالوا مع المنتخب الوطني وتم اختيار كل لاعب بعناية فائقة وتم التعاقد مع محترفين لهم وزنهم في هذه اللعبة عالميا.

## جهاز كرة اليد بنادي لخويا
رئيس الجهاز : نواف المعضادي
مدير الفريق : راشد التميمي
إداري الفريق : علي اسحاق
إداري الفريق : غانم العلي
المدير الفني : إبراهيم بودرالي
مدرب حراس المرمى : زالاتان موزافيتش
اخصائ علاج طبيعي : الكسندر الكسندروف

## اللاعبين
- يوسف المعلم
- كوديتش
- هيكل المغنم
- عبد الله الخاطر
- فواز المعضادي
- أولافور ستيفانسون
- مهند عبد الله
- حمد مددي
- إسماعيل محمد عبد العال
- طالب علي
- بيرتران
- يوسف بن علي الطيب
- الكسناندر
- عبد الله حافظ
- عبد الله الشرشني
- عسكر الكربي
- جاسم الكواري

## إنجازات النادي
- كأس الاتحاد القطري لكرة اليد
- الدوري القطري الممتاز لكرة اليد